# On n'en croit pas ses yeux
On n'en croit pas ses yeux (Seeing is Believing, dans l'édition originale américaine) est un roman policier de John Dickson Carr publié en 1941, sous le pseudonyme de « Carter Dickson ». C'est le 12e roman de la série mettant en scène le personnage de sir Henry Merrivale.
Le récit présente une énigme en chambre close : une jeune femme, placée en état d'hypnose, est invitée par l'hypnotiseur à tuer son époux. Un poignard factice lui a été remis. Or la jeune femme tue réellement le mari : le couteau était en acier trempé. Le nombre des suspects est très réduit (moins d'une demi-douzaine) et le mystère incite la police à faire appel à sir Henry Merrivale. Par la suite, plusieurs agressions très graves seront commises à l'égard de certains protagonistes.

## Personnages
- Les victimes
  - Arthur Fane
  - Hubert Fane

- Les enquêteurs
  - Sir Henry Merrivale (dit « H. M. ») : enquêteur privé
  - Philip Courtney : écrivain, nègre littéraire d'Henry Merrivale
  - Colonel Race : chef de la police de Cheltenham
  - Inspecteur Agnew : policier de Cheltenham
  - Humphrey Masters : inspecteur de Scotland Yard
  - Major Adams

- Les suspects
  - Arthur Fane : avocat
  - Victoria (dite « Vicky ») Fane : son épouse
  - Hubert Fane : oncle d'Arthur Fane
  - Dr Richard Rich : ancien psychiatre, actuellement hypnotiseur
  - Frank Sharpless : capitaine de l’armée britannique
  - Ann Browning : secrétaire du colonel Race

- Autres personnages
  - Polly Allen : jeune femme assassinée (évoquée seulement)
  - Dr Nithsdale : médecin à Cheltenham
  - Mme Propper : domestique d'Arthur et de Vicky Fane
  - Mme Fenton : domestique d'Arthur et de Vicky Fane

## Résumé

Lieu de l'action du roman : le Gloucestershire.

L'action se déroule à Cheltenham, une ville moyenne du Gloucestershire.

### Mise en place de l'intrigue
Chapitres 1 et 2.
Depuis quelque temps, certains indices ont amené Vicky Fane à soupçonner son mari Arthur d'être le meurtrier de Polly Allen, une jeune femme disparue sans laisser de traces depuis deux mois. En effet non seulement Vicky a retrouvé sous les coussins de son canapé un mouchoir appartenant à Polly, mais au surplus son mari, la nuit, parle en dormant, évoquant le meurtre de la jeune femme. Peu après, le couple a été amené à héberger l'oncle Hubert. La présence durable de ce dernier au sein de son domicile paraît suspecte à Vicky : l'oncle Hubert ne serait-il pas au courant du meurtre et ne ferait-il pas chanter Arthur ? Une discussion avec l'oncle Hubert permet à Vicky de constater que tel est bien le cas : oncle Hubert lui confirme qu'Arthur avait bien étranglé Polly lors d'une violente dispute.
Un jour, à la suite d'une rencontre de l'oncle Hubert avec le docteur Rich, un ancien psychiatre devenu hypnotiseur, Vicky et Arthur acceptent l'organisation d'une expérience d'hypnotisme à leur domicile. Sont également conviés à cette soirée la séduisante Anne Browning (une amie de Vicky que cette dernière suppose être la maîtresse de son époux) et le capitaine Sharpless (qui aime en secret Vicky).

### Le meurtre et l'enquête
Chapitres 3 à 9.
Le soir dit, l'expérience se déroule avec deux accessoires : un revolver chargé à blanc et un poignard en caoutchouc, qui ont été placés sur une table au fond du vaste salon. Vicky ignore néanmoins que ces armes sont factices ; elle est placée en état d'hypnose par le Dr Rich. Quand Vicky, sous l'emprise de l'hypnose, se saisit de l'arme blanche, la lame se révèle être en bon acier et, à la stupeur générale, elle poignarde à mort son mari.
L'inspecteur en chef Masters, rapidement dépassé par la situation, décide de faire appel au détective Henry Merrivale qui, flanqué de Philippe Courtney, un jeune écrivain à qui il dicte ses mémoires, arrive sur les lieux afin de tirer au clair le mystère presque surnaturel qui plane sur cette tragédie.
Les suspects ne sont pas nombreux : Vicky (en état d'hypnose lors des faits), oncle Hubert, le Dr Rich, Frank Sharpless et Ann Browning. Or nul n'a quitté la pièce durant les faits (à l'exception d'oncle Hubert qui s'est absenté quelques minutes pour répondre à la demande pressante d'argent d'un bookmaker) et nul ne s'est approché de la table sur laquelle le poignard reposait. Tous les participants sont d'accord sur ce point.
Le Dr Rich avait montré les accessoires factices aux spectateurs (hors Vicky) peu avant la séance : il s'agissait d'accessoires banals de music-hall et il est incompréhensible que le poignard ait été une vraie arme.

### Développements et complications
Chapitres 10 à 18.
L'affaire se complique quand Vicky ressent les effets d'une maladie. Elle est hospitalisée en urgence. On diagnostique en premier lieu le tétanos, mais sir Merrivale découvre que la jeune femme a été en réalité empoisonnée à la strychnine. Elle avait absorbé tellement de strychnine en une seule fois qu'un simple lavage d'estomac lui permet de guérir. Elle regagne assez rapidement son domicile.
L'affaire se complique encore plus quand Ann Browning est attaquée par un mystérieux agresseur et qu'elle est secourue par Philip Courtney (qui éprouve des sentiments amoureux pour elle).
Enfin, sir Merrivale découvre que le Dr Rich connaissait Polly Allen et qu'elle avait été quelque temps auparavant sa partenaire de music-hall.
Un soir, Philip Courtney est appelé au téléphone par les deux domestiques de Vicky : elles pensent que la maison est en train d'être « visitée » par un cambrioleur et craignent pour leur sécurité et celle de Vicky et d'Hubert. Philip Courtney se précipite au domicile des Fane et y découvre l'oncle Hubert assommé : il a été apparemment matraqué sur l'occiput. Il mourra quelques jours après.

### Dénouement et révélations finales
Chapitres 19 et 20.
Toutes ces attaques contre Vicky, Ann et Hubert incitent sir Merrivale à organiser une réunion solennelle au cours de laquelle il va révéler l'identité du tueur ou de la tueuse, des moyens utilisés pour parvenir à ses fins, ainsi que de ses mobiles. 
Quelque temps après, on apprend qu'une idylle naît entre Vicky Fane et Sharpless, ainsi qu'entre Ann Browning et Philip Courtney. Quant à Merrivale, il va continuer, avec l'aide de ce dernier, à établir ses mémoires.

## Éditions
- Édition originale en anglais
  - (en) Carter Dickson, Seeing is Believing, New York, Morrow, 1941 — Édition américaine
  - (en) Carter Dickson, Cross of Murder, Londres, Heinemann, 1942 — Édition britannique

- Éditions françaises
  - (fr) Carter Dickson (auteur) et Gabrielle Ferraris (traducteur), On n'en croit pas ses yeux [« Seeing is Believing »], Genève, Ditis, coll. « Détective-club - Suisse no 15 », 1946
  - (fr) Carter Dickson (auteur) et Gabrielle Ferraris (traducteur), On n'en croit pas ses yeux [« Seeing is Believing »], Paris, Ditis, coll. « Détective-club - France no 3 », 1946, 223 p. (BNF 31909886)
  - (fr) John Dickson Carr (auteur) et Gabrielle Ferraris (traducteur), On n'en croit pas ses yeux [« Seeing is Believing »], Paris, J'ai lu, coll. « J'ai lu policier no 18 », 1964, 191 p. (BNF 32941149)
  - (fr) John Dickson Carr (auteur) et Gabrielle Ferraris (traducteur), On n'en croit pas ses yeux [« Seeing is Believing »], Paris, Librairie des Champs-Élysées, coll. « Le Masque no 1799 », 1985, 159 p. (ISBN 2-7024-1647-0, BNF 34863875)
  - (fr) John Dickson Carr (auteur) et Gabrielle Ferraris (traducteur), On n'en croit pas ses yeux [« Seeing is Believing »], Paris, Librairie des Champs-Élysées, coll. « Le Club des Masques no 619 », 1992, 159 p. (ISBN 2-7024-2315-8 (édité erroné), BNF 35525682)

## Sources bibliographiques
- Jacques Baudou et Jean-Jacques Schleret, Les Métamorphoses de la chouette, Paris, Futuropolis, 1986, p. 57-58.
- Roland Lacourbe, John Dickson Carr : scribe du miracle. Inventaire d'une œuvre, Amiens, Encrage, 1997, p. 83.